# In effigie

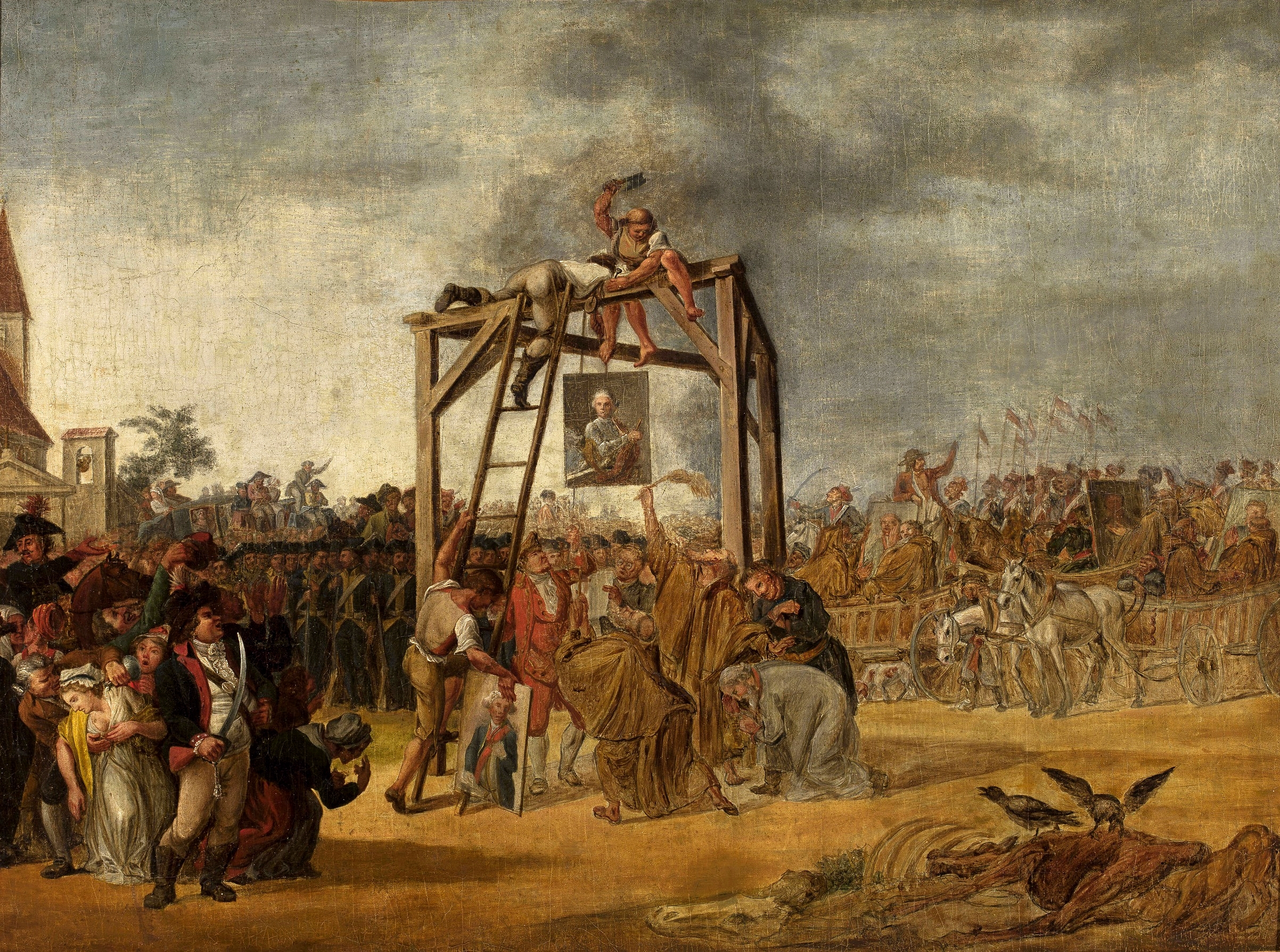
In-effigie-Hinrichtung der Mitglieder der Konföderation von Targowica. Gemälde von Jean-Pierre Norblin de La Gourdaine.

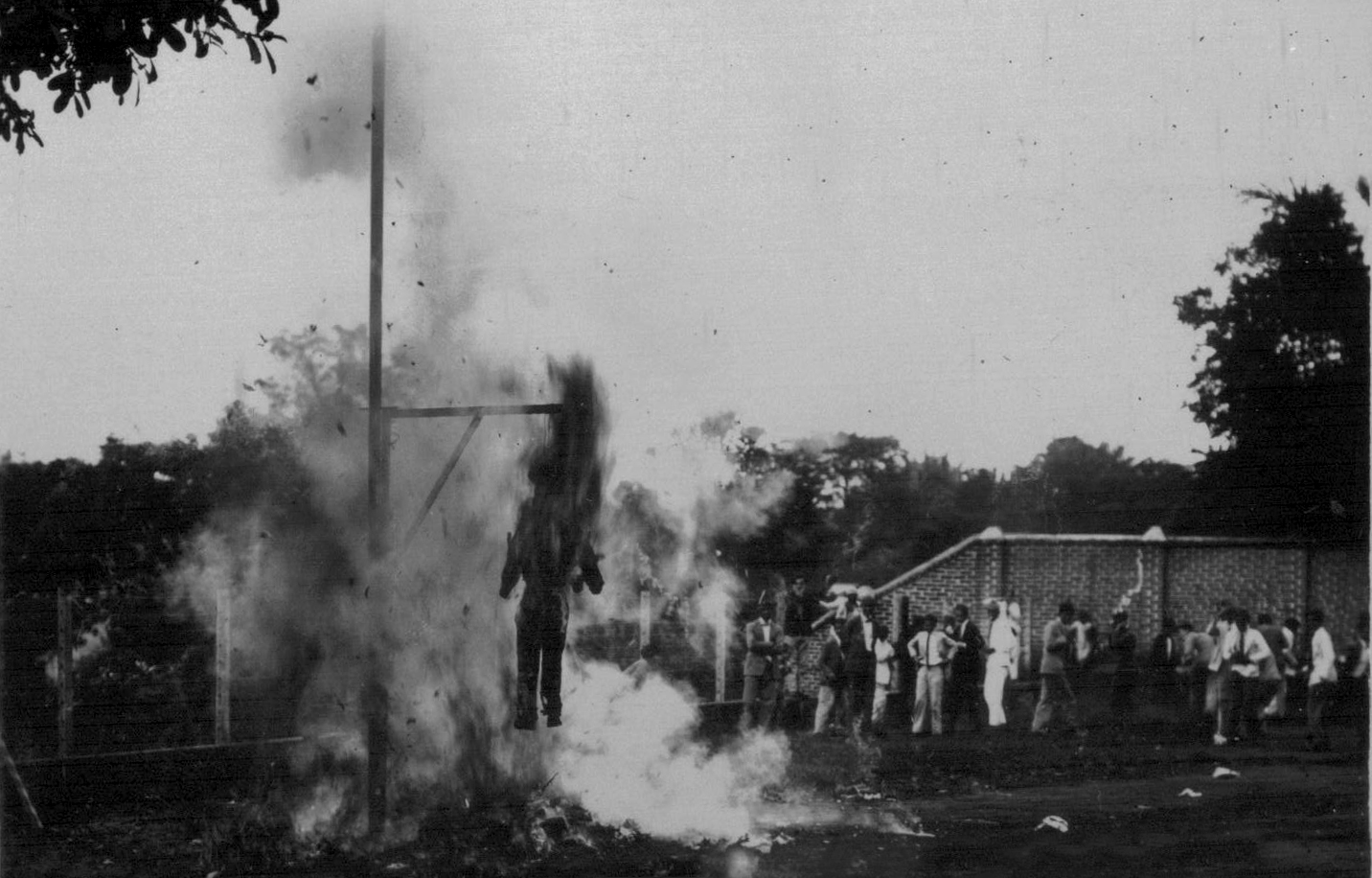
Verbrennung des Judas Iskariot in effigie, Juiz de Fora, Brasilien, 1909.

In effigie (sprich effígië) ist ein lateinischer Ausdruck, der im Bildnis oder als Bildnis bedeutet. Im Englischen gibt es das Wort effigy auch als Hauptwort – es bezeichnet eine Puppe, die bestraft wird.

## Geschichte
Der Ausdruck wurde in der Rechtsgeschichte in folgendem Sinne gebraucht: Hinrichtungen, bei denen der Täter flüchtig war, wurden symbolisch an dessen Bildnis durchgeführt. In effigie gehängt oder im Scheiterhaufen verbrannt zu werden, war eine urteilsmäßige Exekution, bei der ein meist dreidimensionales Bildnis des abwesenden Verbrechers stellvertretend an den Galgen gehängt, öffentlich verbrannt oder geköpft wurde. Beispielsweise wurde der ungarische Revolutionär Lajos Kossuth am 22. September 1851 in Pest in effigie hingerichtet, da das Kaisertum Österreich seiner nicht habhaft werden konnte. Tatsächlich starb er erst 1894 im italienischen Exil. Kurioserweise gibt es im Deutschen Biographischen Archiv einen Eintrag, der als Kossuths Sterbejahr 1851 angibt.
Üblich waren auch Beisetzungen hoher Persönlichkeiten in effigie, um Zeit für Vorbereitung und Durchführung aufwändiger Beerdigungsfeierlichkeiten zu gewinnen. Teilweise wurde für die Gestaltung der Puppe das Positiv aus einer dazu genommenen Totenmaske verwendet. 

## Rezeption
In dem Lustspiel Leonce und Lena von Georg Büchner tritt der Ausdruck prominent und in seiner Bedeutung verschoben als Hochzeit in effigie auf: Vermeintliche Automaten ersetzen das Brautpaar.
In dem unvollendeten Roman Der bleiche König von David Foster Wallace wurde der Landesfinanzminister des Bundesstaates Illinois in effigie verbrannt, da er für das Chaos beim Scheitern einer progressiven Mehrwertsteuer die Verantwortung übernehmen sollte.